# Knud Peninsula
Knud Peninsula är en halvö i Kanada.   Den ligger i territoriet Nunavut, i den nordöstra delen av landet, 3 700 km norr om huvudstaden Ottawa.
Trakten runt Knud Peninsula består i huvudsak av gräsmarker.